# パナソニック LUMIX DMC-L1

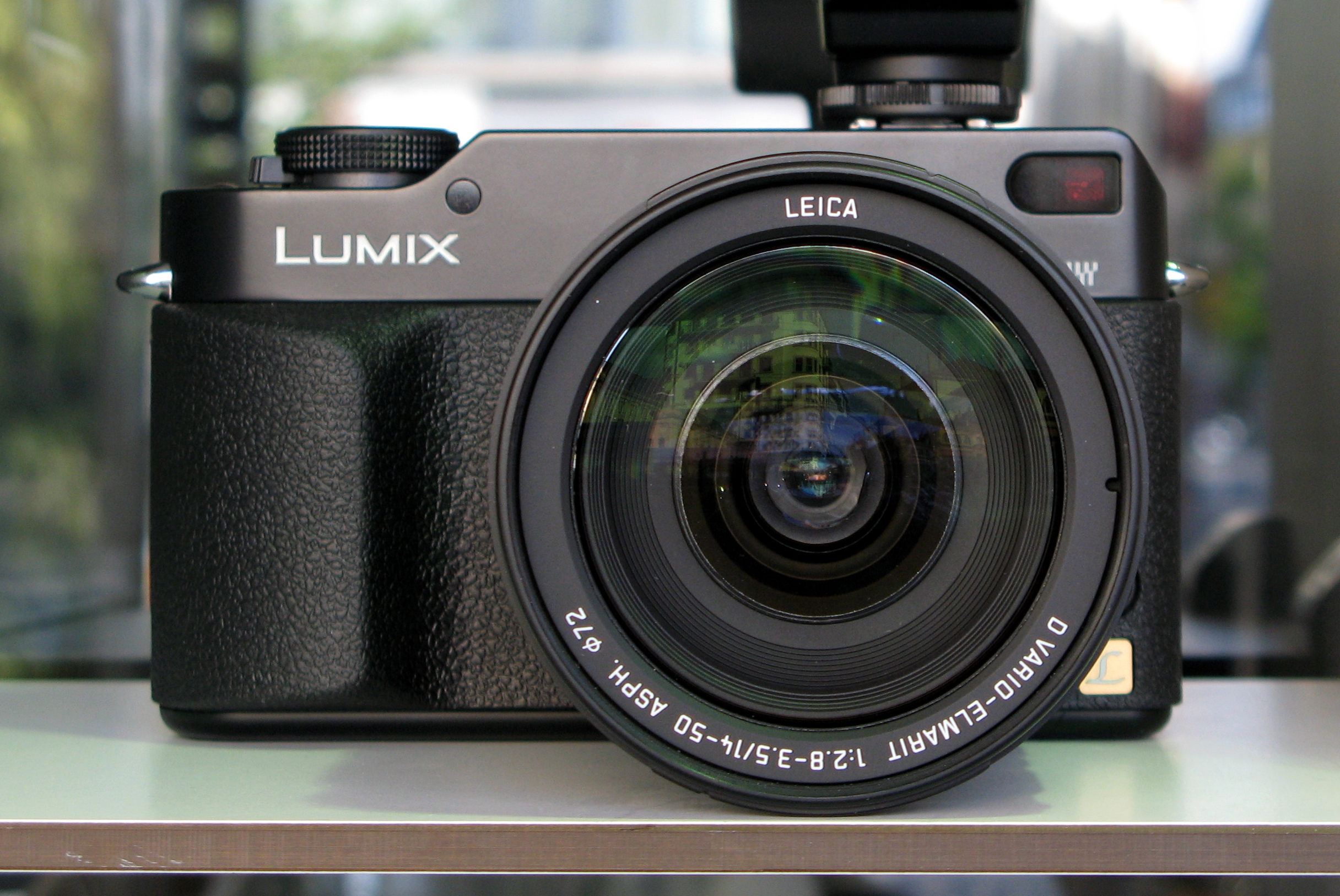
DMC-L1

LUMIX DMC-L1は、パナソニックとオリンパスが共同開発したフォーサーズシステムのデジタル一眼レフカメラである。
パナソニックのLUMIXシリーズ初の一眼レフで、2006年7月22日に発売された。

## 概要
2006年2月にOrange County Convention Centerで開催されたPMA 2006で試作機が初公開された。
基本構成がオリンパス E-330ベースのため同様にペンタプリズムの突出が無いが、全体的にはマニュアル操作を意識した独自のスタイルとなっている。レンズキットのレンズはレンズ内手ブレ補正機構を搭載したライカブランドの「D VARIO-ELMARIT 14-50mm/F2.8-3.5 OIS」である。
2004年に、ほぼ同じスタイルのコンパクトカメラ、LUMIX DMC-LC1が発売された。
2007年のLUMIX DMC-L10はオリンパス E-510をベースとした一般的な一眼レフスタイルで、本機とは別路線のスタイリングとなった。